# Darren Mott
Darren James Mott, baron Mott, (né le 15 janvier 1973) est un homme politique conservateur britannique et membre de la Chambre des lords. 

## Biographie
En novembre 2022, il quitte son poste de directeur général du Parti conservateur après avoir travaillé pour le parti pendant plus de 30 ans.
Mott est nommé Officier de l'Ordre de l'Empire britannique (OBE) lors des honneurs du Nouvel An 2017 pour service politique.
Lors des distinctions honorifiques spéciales de 2023, Mott est nommé pair à vie et Lord-in-waiting et whip du ministère Sunak à la Chambre des lords, aux côtés de l'ancien député européen Kay Swinburne, le 2 juin. Il est créé baron Mott, de Chatteris dans le comté de Cambridgeshire, le 19 juin 2023 et est présenté à la Chambre des lords le 22 juin.